# Friedrich Wilhelm Seiffer
Friedrich Wilhelm Seiffer (ur. 18 kwietnia 1872 w Stuttgarcie, zm. 30 listopada 1917 w Wiesbaden) – niemiecki lekarz psychiatra i neurolog.

## Życiorys
Uczęszczał do gimnazjum w Ulm. Po zdaniu matury (1890) studiował medycynę na Uniwersytecie Cesarza Wilhelma w Straßburgu, w 1895 ukończył studia z tytułem doktora medycyny. W tym samym roku rozpoczął praktykę w Berlinie w prywatnej klinice (Nervenheilanstalt) w Pankow. Od 1896 roku był asystentem Eduarda Hitziga w klinice psychiatrycznej w Halle, od 1899 roku asystent, a potem Oberarzt w klinice Charité u Friedricha Jolly'ego, a po jego śmierci, u Theodora Ziehena. W 1901 roku habilitował się i został Privatdozentem na Uniwersytecie Fryderyka Wilhelma w Berlinie. Od 1906 roku profesor tytularny. Zmarł nagle na zawał serca 30 listopada 1917 roku w Wiesbaden.
Razem z Adamem Rydlem wprowadził do neurologii specjalne widełki stroikowe (kamerton), tzw. widełki Rydla-Seiffera.

## Prace
- Störungen des Sehorgans bedingt durch Erkrankungen der Stirnhöhlen. Inaugural-Dissertation der medicinischen Facultät der Kaiser-Wilhelms-Universität Strassburg zur Erlangung der Doctorwürde. Göller, Strassburg i. E. 1895
- Die Sensibilitätsstörungen der Haut bei Visceralerkrankungen. August Hirschwald, Berlin 1898 (Vorwort von Prof. Julius Eduard Hitzig) — tłumaczenie pracy Henry'ego Heada On the disturbances of sensation, with special reference to the pain of visceral disease. Oxford, 1893
- Ueber Exhibitionismus[6]. (1898)
- Beitrag zur Frage der serösen Meningitis. Charité-Annalen 24, ss. 644-653 (1899)
- Ueber Migräne mit recidivirender Augenmuskellähmung. Berliner klinische Wochenschrift 37, ss. 657-659 (1900)
- Schädliche Suggestionen bei Unfallkranken. Berliner klinische Wochenschrift 37, ss. 813-815 (1900)
- Spinales Sensibilitätsschema für die Segmentdiagnose der Rückenmarkskrankheiten zum Einzeichnen der Befunde am Krankenbett. August Hirschwald, Berlin 1901; 4. Aufl. 1917
- Neuere Auffassungen über Wesen und Bedeutung des Herpes zoster. Fortschritte der Medizin 19, ss. 405-409 (1901)
- Das spinale Sensibilitätsschema zur Segmentdiagnose der Rückenmarkskrankheiten[7] (1901)
- Atlas und Grundriss der allgemeinen Diagnostik und Therapie der Nervenkrankheiten. Lehmann, Muenchen, 1902 (Lehmann's medicinische Handatlanten, Bd. 29.) Vorwort von Prof. Friedrich Jolly
- Untersuchungen über das Vibrationsgefühl oder die sog. "Knochensensibilität" (Pallästhesie)[8]. (1903)
- Ueber psychische, insbesondere Intelligenzstörungen bei multipler Sklerose[9] (1905)
- Über die Geschwülste des Kleinhirns und der hinteren Schädelgrube. Urban & Schwarzenberg, Berlin 1907 (Medizinische Klinik 3,1)